# 14 Monocerotis
14 Monocerotis es una estrella variable blanca de la constelación del Unicornio, esta a una distancia de 362 años luz(111 parsecs). Es una estrella de la secuencia principal de tipo espectral A0Vs y con líneas de absorción estrechas.

## Propiedades físicas
14 Monocerotis tiene una magnitud visual 6.44 y una magnitud absoluta de 1.22, también tiene un índice de color de -0.010, una temperatura de 10.000K, tiene una luminosidad bolométrica de 17 soles, una masa de 2.25 masas solares, y un radio de 1.75 radios solares.